# Swedish Open 2024
Lo Swedish Open 2024, conosciuto anche come Nordea Open per motivi di sponsorizzazione, è stato un torneo di tennis giocato sulla terra rossa. È stata la 76ª edizione del torneo maschile, facente parte della categoria ATP Tour 250 nell'ambito dell'ATP Tour 2024 e la 14ª del femminile, facente parte della categoria WTA 125 del WTA Challenger Tour 2024. Sia il torneo maschile che femminile si sono giocati presso il Båstad Tennis Stadium di Båstad, in Svezia. Il torneo maschile si è tenuto dal 15 al 21 luglio 2024, mentre quello femminile dall'8 al 13 luglio 2024.

## Partecipanti ATP singolare

### Teste di serie
| Nazionalità | Giocatore         | Ranking* | Testa di serie |
| ----------- | ----------------- | -------- | -------------- |
|             | Andrej Rublëv     | 6        | 1              |
| Norvegia    | Casper Ruud       | 8        | 2              |
| Paesi Bassi | Tallon Griekspoor | 27       | 3              |
| Argentina   | Mariano Navone    | 32       | 4              |
| Regno Unito | Cameron Norrie    | 42       | 5              |
|             | Roman Safiullin   | 44       | 6              |
| Portogallo  | Nuno Borges       | 50       | 7              |
|             | Pavel Kotov       | 53       | 8              |

* Ranking al 1 luglio 2024.

### Altri partecipanti
I seguenti giocatori hanno ricevuto una wildcard per il tabellone principale:
- Leo Borg
- Rafael Nadal
- Elias Ymer

Il seguente giocatore è entrato in tabellone sotto il programma della ATP Next Gen per i giocatori under 20 e presenti nei primi 250 del ranking:
- Henrique Rocha

I seguenti giocatori sono passati dalle qualificazioni:

- Timofej Skatov
- Duje Ajduković
- Denis Evseev
- Jaime Faria

Il seguente giocatore è entrato in tabellone come lucky loser:
- Andrea Pellegrino

### Ritiri
Prima del torneo
- Roberto Bautista Agut → sostituito da  Jozef Kovalík
- Kei Nishikori → sostituito da  Cristian Garín
- Francesco Passaro → sostituito da  Andrea Pellegrino
- Jannik Sinner → sostituito da  Camilo Ugo Carabelli

## Partecipanti ATP doppio

### Teste di serie
| Nazione   | Giocatore        | Nazione    | Giocatore                 | Ranking* | Testa di serie |
| --------- | ---------------- | ---------- | ------------------------- | -------- | -------------- |
| Ecuador   | Gonzalo Escobar  | Kazakistan | Oleksandr Nedovjesov      | 95       | 1              |
| Argentina | Guido Andreozzi  | Messico    | Miguel Ángel Reyes Varela | 142      | 2              |
| Brasile   | Orlando Luz      | Brasile    | Rafael Matos              | 154      | 3              |
| Brasile   | Fernando Romboli | Brasile    | Marcelo Zormann           | 188      | 4              |

* Ranking del 1 luglio 2024.

### Altri partecipanti
Le seguenti coppie di giocatori hanno ricevuto una wildcard per il tabellone principale:
- Leo Borg /  William Rejchtman Vinciguerra
- Rafael Nadal /  Casper Ruud

La seguente coppia di giocatori è entrata in tabellone con il ranking protetto:
- David Pel /  Bart Stevens

### Ritiri
Prima del torneo
- Théo Arribagé /  Sadio Doumbia → sostituiti da  Théo Arribagé /  Roman Safiullin
- Karol Drzewiecki /  Jan Zieliński → sostituiti da  Karol Drzewiecki /  Sumit Nagal
- Jonathan Eysseric /  Alexandre Müller → sostituiti da  Alexandre Müller /  Luca Van Assche
- Orlando Luz /  Thiago Monteiro → sostituiti da  Orlando Luz /  Rafael Matos
- Joe Salisbury /  Neal Skupski → sostituiti da  Nam Ji-sung /  Patrik Niklas-Salminen

## Partecipanti WTA singolare

### Teste di serie
| Nazionalità | Giocatore                 | Ranking* | Testa di serie |
| ----------- | ------------------------- | -------- | -------------- |
| Francia     | Diane Parry               | 53       | 1              |
| Romania     | Jaqueline Cristian        | 62       | 2              |
| Germania    | Tamara Korpatsch          | 73       | 3              |
| Slovacchia  | Anna Karolína Schmiedlová | 74       | 4              |
| Stati Uniti | Taylor Townsend           | 76       | 5              |
| Argentina   | María Carlé               | 87       | 6              |
| Italia      | Martina Trevisan          | 89       | 7              |
| Messico     | Renata Zarazúa            | 98       | 8              |
|             | Kamilla Rachimova         | 104      | 9              |

* Ranking del 1 luglio 2024.

### Altre partecipanti
Le seguenti giocatrici hanno ricevuto una wild-card per il tabellone principale:
- Mirjam Björklund
- Caijsa Hennemann
- Kajsa Rinaldo Persson
- Nellie Taraba Wallberg

Le seguenti giocatrici sono subentrata in tabellone come alternate:
- Irina Bara
- Anastasija Soboleva

### Ritiri
- Elena-Gabriela Ruse → sostituita da  Anastasija Soboleva
- Taylor Townsend → sostituita da  Irina Bara

## Partecipanti WTA doppio

### Teste di serie
| Nazionalità | Giocatore          | Nazionalità   | Giocatore           | Ranking* | Testa di serie |
| ----------- | ------------------ | ------------- | ------------------- | -------- | -------------- |
|             | Amina Anšba        | Rep. Ceca     | Anastasia Dețiuc    | 152      | 1              |
| Stati Uniti | Sabrina Santamaria | Messico       | Renata Zarazúa      | 250      | 2              |
| Stati Uniti | Quinn Gleason      | Ucraina       | Julija Starodubceva | 276      | 3              |
| Thailandia  | Peangtarn Plipuech | Taipei cinese | Tsao Chia-yi        | 282      | 4              |

* Ranking del 1 luglio 2024.

### Altri partecipanti
La seguente coppie di giocatrici ha ricevuto una wild card per il tabellone principale:
- Linea Bajraliu /  Nellie Taraba Wallberg

## Punti
| Evento              | V   | F   | SF  | QF | 2T   | 1T | Q    | Q2   | Q1   |
| Singolare maschile  | 250 | 165 | 100 | 50 | 25   | 0  | 13   | 7    | 0    |
| Doppio maschile     | 250 | 150 | 90  | 45 | N.D. | 0  | N.D. | N.D. | N.D. |
| Singolare femminile | 125 | 81  | 49  | 27 | 15   | 1  | N.D. | N.D. | N.D. |
| Doppio femminile    | 125 | 81  | 49  | 27 | N.D. | 1  | N.D. | N.D. | N.D. |

## Montepremi
| Evento              | V        | F        | SF       | QF       | 2T       | 1T      | Q2      | Q1      |
| Singolare maschile  | 88 125 € | 51 400 € | 30 220 € | 17 510 € | 10 165 € | 6 215 € | 3 105 € | 1 695 € |
| Doppio maschile*    | 30 610 € | 16 380 € | 9 600 €  | 5 370 €  | N.D.     | 3 160 € | N.D.    | N.D.    |
| Singolare femminile | 15 000 $ | 8 500 $  | 6 000 $  | 4 000 $  | 2 400 $  | 1 300 $ | N.D.    | N.D.    |
| Doppio femminile*   | 5 000 $  | 2 500 $  | 1 500 $  | 1 250 $  | N.D.     | 1 000 $ | N.D.    | N.D.    |

*per team

## Campioni

### Singolare maschile
Nuno Borges ha sconfitto in finale  Rafael Nadal con il punteggio di 6-3, 6-2.
- È il primo titolo in carriera per Borges.

### Singolare femminile
Martina Trevisan ha sconfitto in finale  Ann Li con il punteggio di 6-2, 6-2.

### Doppio maschile
Orlando Luz /  Rafael Matos hanno sconfitto in finale  Manuel Guinard /  Grégoire Jacq con il punteggio di 7-5, 6-4.

### Doppio femminile
Peangtarn Plipuech /  Tsao Chia-yi hanno sconfitto in finale  María Carlé /  Julia Riera con il punteggio di 7-5, 6-3.